# High Definition Composite Video Interface
High Definition Composite Video Interface (HD-CVI) – standard przesyłu danych w monitoringu wizyjnym wprowadzony przez jednego z największych producentów z branży urządzeń do CCTV – chińską firmę Dahua. .
System HD-CVI pozwala na transmisję cyfrowej jakości sygnału video (HD oraz Full HD) za pomocą złącz i przewodów stosowanych w tradycyjnych, analogowych systemach monitoringu: przewodów koncentrycznych lub skrętki oraz złącz BNC.

## Główne założenia technologii HD-CVI
- Możliwość przesyłu sygnału video, audio i sterowania PTZ za pomocą jednego przewodu,
- Daleki zasięg przesyłu danych – do 500 metrów przy użyciu kabla koncentrycznego i złącz typu BNC,
- Bezstratna, pozbawiona szumów transmisja sygnału – sygnał na wyjściu (kamera) jest taki sam, jak sygnał na wejściu (rejestrator cyfrowy).

## HD-CVI a inne standardy transmisji cyfrowej jakości sygnału za pomocą przekaźników analogowych
Równolegle z systemem HD-CVI na rynek zostały wprowadzone inne systemy transmisji sygnału HD/Full HD za pomocą złącz stosowanych w tradycyjnych systemach CCTV: AHD oraz HD-TVI. Wszystkie wymienione standardy posiadają podobną specyfikę oraz funkcjonalność, jak również cechują się zbliżoną jakością. Główna różnica pomiędzy nimi polega na otwartości systemów: HD-CVI oraz HD-TVI dystrybuowane są jedynie przez producentów, którzy wprowadzili je na rynek (odpowiednio: Dahua i Hikvision). AHD z kolei jest standardem w pełni otwartym, ponieważ koreańska firma Nextchip, wynalazca tej technologii, udostępnia swoje rozwiązanie również innym firmom z branży.